# Hermann Pantlen

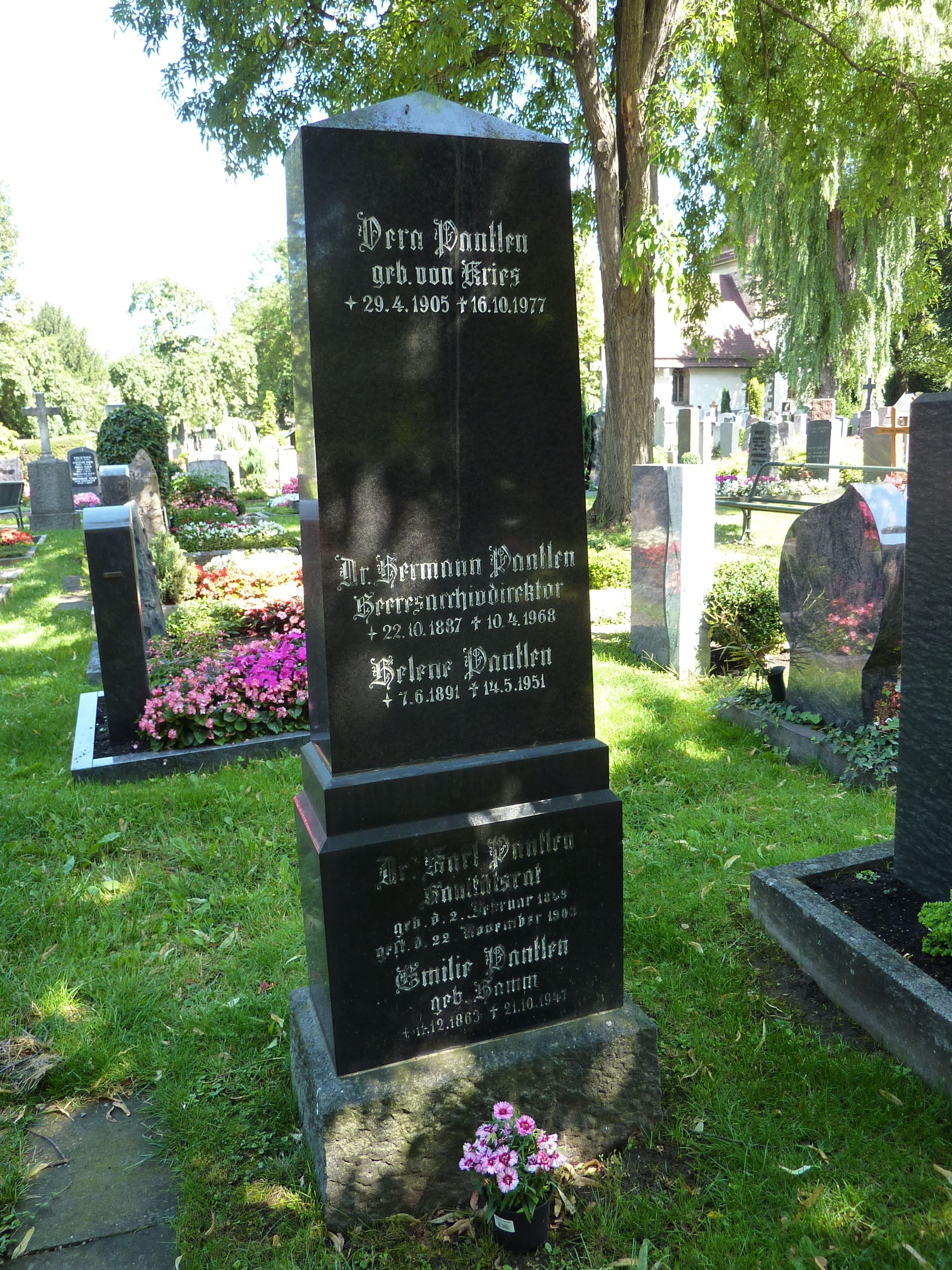
Hermann Pantlens Grabmal

Hermann Pantlen (* 22. Oktober 1887 in Cannstatt; † 10. April 1968) war Heeresarchivdirektor in Stuttgart.

## Leben
Hermann Pantlen promovierte zum Dr. rer. pol. und übernahm als Major a. D. im Jahr 1935 die Leitung der Reichsarchivzweigstelle Stuttgart, die wenig später in Heeresarchiv umbenannt wurde. Er bewahrte einen Großteil der Bestände durch Auslagerung ins Schloss Neuenstein vor der Zerstörung im Zweiten Weltkrieg und verhinderte im April 1945, dass das Dienstgebäude gesprengt wurde. 
Hermann Pantlen heiratete Vera von Kries, eine der drei Töchter des Ehepaars Luise und Wolfgang von Kries. Aus der Verbindung ging die Tochter Marie-Luise hervor. Pantlen ist auf dem Uff-Kirchhof in Bad Cannstatt bestattet.

## Geschichte des Archivs
Nach Abwicklung der organisatorischen Fragen nach dem Ende des Ersten Weltkrieges wurde 1919 ein Reichsarchiv in Potsdam gegründet, in dem militärisches Schriftgut verwahrt werden sollte. Allerdings war dieses Archiv nicht automatisch auch für Schriftgut der Militärbehörden Bayerns, Sachsens und Württembergs zuständig. Militärisches Schriftgut aus Württemberg aus der Zeit vor der Reichsgründung 1871 wurde schließlich als Eigentum Württembergs deklariert, spätere Schriftstücke als Eigentum des Reiches. Daraufhin forderte das Potsdamer Archiv die Überstellung des entsprechenden Schriftgutes aus Württemberg, was aber von Seiten Württembergs abgelehnt wurde. Daher wurde 1920 die Einrichtung von Zweigstellen des Reichsarchivs beschlossen, die jeweils für ein ehemaliges Armeekorps zuständig sein sollten. Dadurch blieb das Schriftgut des XIII. Armeekorps in Württemberg. Hier gab es bereits seit 1906 ein Kriegsarchiv, das dem württembergischen Kriegsministerium bis zu dessen Auflösung im Jahr 1919 unterstellt gewesen war. Dieses wurde allerdings nicht mit der Verwaltung der Materialien des XIII. Armeekorps betraut, sondern es wurde die Aktenverwaltung XIII.A.K. ins Leben gerufen, die in der Gutenbergstraße 109/111 untergebracht wurde und ab 1920 als selbstständige Arbeilung des Heeresabwicklungsamtes Württembergs geführt wurde. Nach mehreren Namenswechseln wurde sie 1921 zur Reichsarchivzweigstelle Stuttgart und war damit dem Ressort des Reichsministeriums des Inneren zugeordnet. Ab 1923 war diese Zweigstelle unmittelbar dem Reichsarchiv Potsdam unterstellt. 1936 wurde sie der Heeresarchivverwaltung zugeordnet und fungierte zunächst als Heeresarchivzweigstelle, ab 1937 als Heeresarchiv Stuttgart. Zur militärischen Dienststelle geworden, musste diese Zweigstelle nach dem Ende des Zweiten Weltkrieges ihre Bestände an das Hauptstaatsarchiv Stuttgart abgeben, das ab 1969 eine Abteilung Militärarchiv besaß. 
Die Institution enthielt das militärische Schriftgut Württembergs vom Dreißigjährigen Krieg bis zum Ende des Ersten Weltkriegs, wobei allerdings nur die Archivalien ab der Reichsgründung dauerhaft beim Heeresarchiv verblieben. Die älteren Bestände mussten 1930 an die Archivdirektion Stuttgart abgegeben werden. 1939 musste das Heeresarchiv auch die Archivalien der Luftstreitkräfte des XIII. und XIV. Armeekorps abgeben. Sie wurden der kriegswissenschaftlichen Abteilung des Generalstabs der Luftwaffe übergeben und gingen während des Zweiten Weltkriegs verloren. Ab 1938 wurden dem Heeresarchiv durch das Reichsarchiv Kriegstagebücher zugewiesen; ferner wurden, vor allem durch Hermann Pantlen, die Sammlungen ausgebaut. 
Der erste Leiter des Archivs war Maximilian von Haldenwang gewesen. Nach dessen Pensionierung 1935 übernahm Hermann Pantlen diese Aufgabe. Pantlen lagerte einen großen Teil der Bestände ins Schloss Neuenstein aus und bewahrte sie so vor der Zerstörung im Zweiten Weltkrieg. Auch verhinderte er die Sprengung des Dienstgebäudes im April 1945. Andererseits folgte er in ebendieser Zeit dem Befehl, „historisch unwichtige Geheimakten“ zu vernichten. 1946 wurden offenbar auch Teile der Bestände kassiert.
Nachdem das Heeresarchiv durch das Hauptstaatsarchiv übernommen worden war, galt es nicht mehr als eigene Dienststelle. Damit endete ein Großteil der Kanzleiakten des Heeresarchivs. Das Hauptstaatsarchiv gab bald die Kanzleiakten der Reichsarchivzweigstelle Heilbronn und die Archivalien des XIV. Armeekorps an das Generallandesarchiv Karlsruhe weiter; die restlichen Bestände blieben in Stuttgart. Sie erwiesen sich bei einer Sichtung und Neuverzeichnung durch Oberstaatsarchivrat Dr. Fischer in den 1970er Jahren als recht ungeordnet und vielfältig; ein Teil der Akten wurde an das Militärarchiv in Freiburg im Breisgau abgegeben, wohin sie ihrer Provenienz nach eher gehörten. Weitere Akten wurden als nicht archivwürdig kassiert. Die Nachlässe der beiden Archivleiter von Haldenwang und Pantlen hingegen wurden unter der Bezeichnung M 660 in den Bestand übernommen. 
Das bis zu diesem Zeitpunkt maschinenschriftlich geführte Findbuch wurde 2008/2009 digitalisiert und ab 2009 online verfügbar gemacht.